# Горматюк, Александр Анатольевич
Александр Анатольевич Горматюк (р. 1965, Обнинск) — российский реставратор высшей категории ВХНРЦ им. И. Э. Грабаря (с 1993), специализирующийся на иконописи; художник.

## Биография
Окончил Православный Свято-Тихоновский богословский институт в 2004; аспирантуру МГАХИ им. В. И. Сурикова. Член МСХ с 1998.
Работал над росписью храмов и храмовых иконостасов в Москве, Подмосковье, Красноярске, Бристоле (Великобритания) и на Афоне (Греция).
Силами реставрационной группы под руководством Горматюка в 2007–2009 годах была проведена комплексная реставрация кельи Св. первомученика Стефана Русского Свято-Пантелеимонова монастыря на Афоне.
Осуществил ряд международных художественно-реставрационных проектов в Каире, Фаюме, Луксоре (Египет) и на Афоне. Руководитель отдела реставрации Российского института египтологии в Каире (с 1999).
Выполнил реконструкцию настенных росписей и икон IX—XVII вв.

## Выставки
Персональные выставки в Москве (1991, 2010), Новосибирске (1992), Бристоле (1995) и Уэльсе (1999).
Как художник участвовал в выставках:
- Галерея в Трёхпрудном переулке, 1992 — «Вся Москва». А. Горматюк, В. Дубосарский, А. Тер-Оганьян, А. Харченко. 16 января 1992 г.
- Галерея в Трёхпрудном переулке, 1992 — «Неоакадемия». А. Горматюк, К. Реунов, А. Тер-Оганьян. 27 февраля 1992 г.

Как реставратор: 
- ВХНРЦ, 2010: "Александр Горматюк. Реставрация, копирование, церковная живопись"[3]

## Награды
- Награждён премией памяти митрополита Макария (2005): за труд “Царский лик. Надгробная икона Великого князя Василия III”.
- Премия TANR, «Реставрация года» (2016): Боголюбская икона Божией Матери[5]